# 21369 Gertfinger
21369 Gertfinger este un asteroid din centura principală de asteroizi.

## Descriere
21369 Gertfinger este un asteroid din centura principală de asteroizi. A fost descoperit pe 8 iulie 1997 la Caussols în cadrul programului ODAS. Asteroidul prezintă o orbită caracterizată de o semiaxă mare de 3,04 ua, o excentricitate de 0,10 și o înclinație de 12,7° în raport cu ecliptica.